# 国際開発協会
国際開発協会（こくさいかいはつきょうかい、International Development Association, IDA）は、1960年9月24日に設立された国連の専門機関である。
2021年11月現在、加盟国は174カ国・地域である。

## 世界銀行グループ
IDAは、アメリカ合衆国・ワシントンD.C.に拠点を置く世界銀行グループの一員であり、最貧国に対する長期無利息の借款を国際復興開発銀行（IBRD）よりも長期に貸し出す業務を行っている。このため、「世界銀行最貧国向け基金」と言う別名を持ち、IDAの日本語サイトにも表示されている。また、「第二世界銀行」とも呼称される場合もある。

## 業務内容
IDAの業務は、最貧国（一般に年収500ドルを下回る国）に対する補助金と低金利借款で、約30年間の弁済期間と無償となっている。IDAの借款は、加盟国から直接寄付された資金であり、IBRDの費用とIDA借款国に支給する額との差額が原資になっている。